# Palynologie
La palynologie est l'étude des grains de pollen et spores actuels mais aussi des palynomorphes (cellules et organismes microscopiques à parois organiques). La science qui étudie les palynomorphes fossiles est la paléopalynologie.
À l’intersection de l’archéologie, de la botanique, de l’ethnologie et des sciences agronomiques, la palynologie fait partie de l’archéobotanique, un ensemble de disciplines (carpologie, anthracologie) qui s’intéressent aux vestiges d’origine végétale.

## Historique

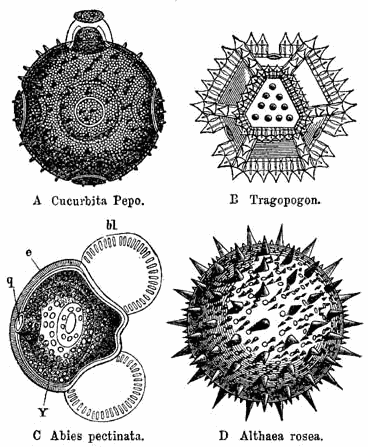
Étude de morphologie pollinique par Meyer, 1888

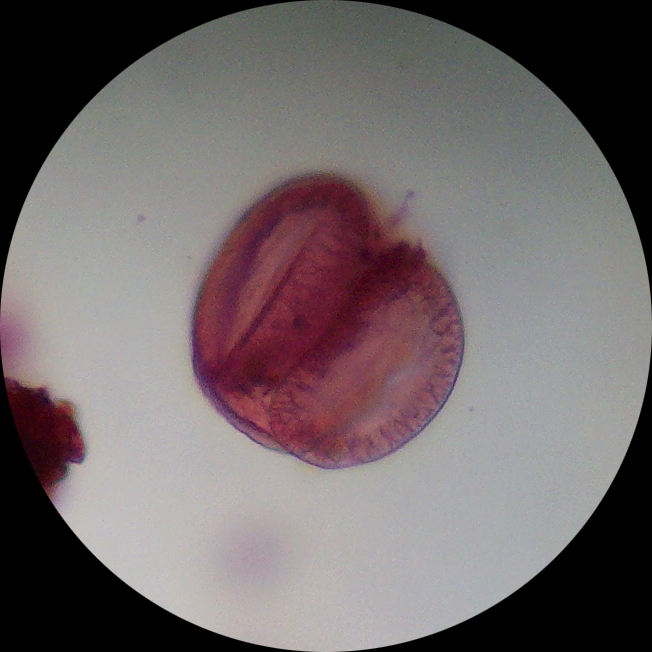
Grain de pollen à ballonnets vu au microscope optique. Ce type pollinique est caractéristique des conifères : un corps et deux ballonnets (sacs aérifères) permettant au grain de voler

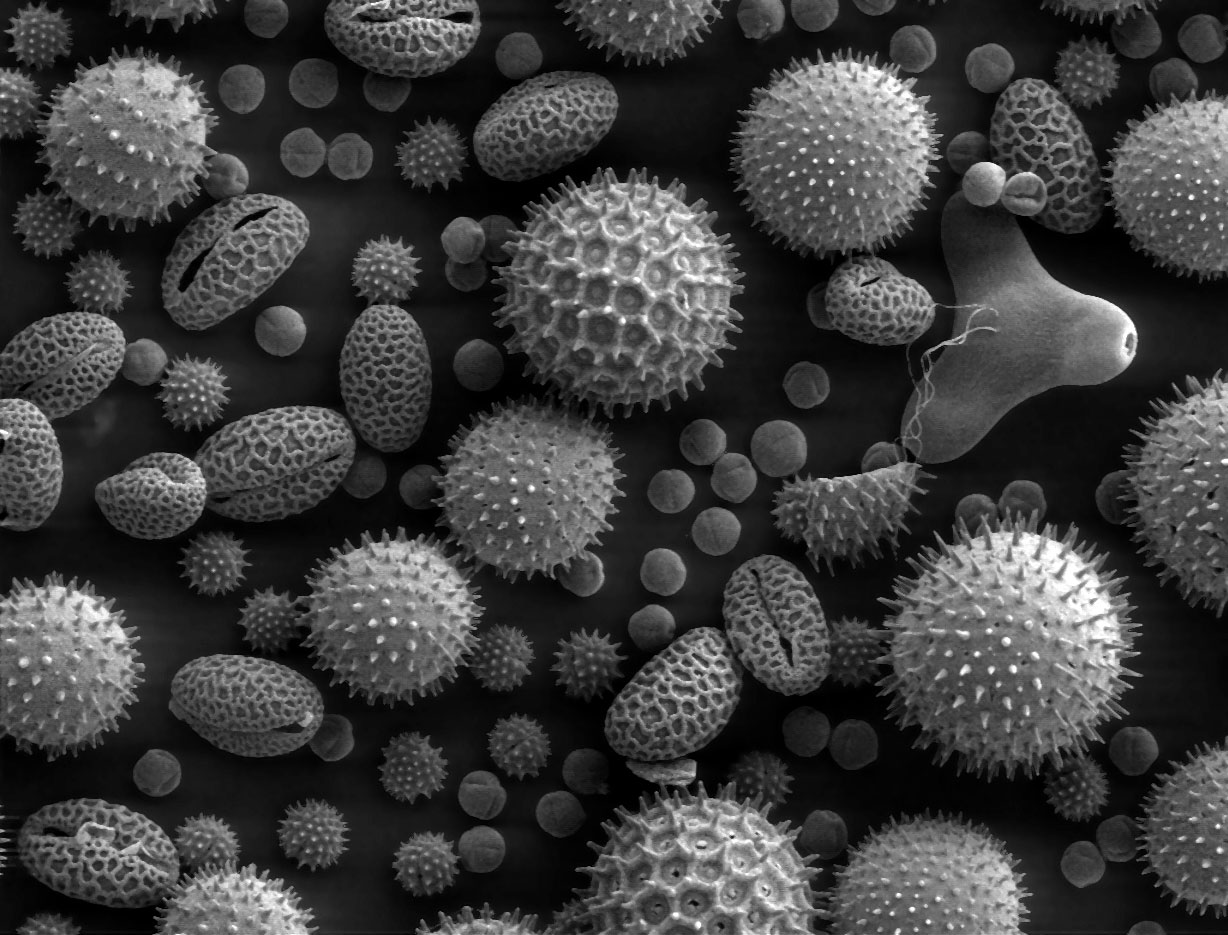
Grains de pollen actuels au microscope électronique (tournesol, volubilis, rose trémière, lys, onagre et ricin ; la taille des grains est généralement comprise entre 300 et 5 μm.

Le terme palynologie a été introduit le 15 juillet 1944 par les botanistes gallois H. A. Hyde et anglais D. A. Williams, qui étudiaient le « plancton » aérien, poussière transportée par les vents. À la suite de différentes contributions, dans la publication spécialisée sur ce domaine Pollen Analysis Circular (en), des scientifiques Ernst Antevs (en), Paul Sears (en), A. Orville Dahl et L. R. Wilson qui cherchaient un nom pour la science de l'analyse des pollens, les deux botanistes britanniques créent le terme à partir du grec ancien παλύνω (palunein), « saupoudrer », et λογος (logos), « discours ».

### Origine ancienne de la palynologie
De tout temps, les pollens émis par certains conifères tels que les pins (Pinus spp.) ou les sapins (Abies spp.), voire par certains feuillus (par exemple des chênes, Quercus spp.), ou par leurs peuplements, forment un nuage de poussière puis un dépôt de couleur plus ou moins jaune. À l'époque de leur émission, certains bois et forêts « fument » littéralement au moindre souffle de vent. Les Romains ou les paysans ne comprenant pas l'origine de cette « poussière », l'appelaient « nuage de soufre » ou « pluie de soufre » et l'attribuaient à une intervention diabolique.
Charles Harrison Blackley (en), médecin anglais de Manchester, est le pionnier de ce qu'on appelle aujourd'hui l’aéropalynologie. Atteint de rhume des foins, il en recherche la cause et suspecte les pollens. De 1870 à 1873, il place des plaques de verre, enduites de glycérine, sur un cerf-volant, et capte ainsi le pollen dont la dissémination par le vent est la cause de sa rhinite allergique.

### Origines modernes
Au cours des années 1940, la palynologie concernait uniquement l'étude des spores et des grains de pollen, incluant également ceux provenant des charbons et des sédiments minéraux. Par la suite, le champ d'investigation de la palynologie s'est étendu à d'autres éléments fossilisés constitués d'une paroi organique et qui résistent aux processus d'extraction au moyen d'acides comme l'acide fluorhydrique, l'acide nitrique, etc. Ces microfossiles à parois organiques, également appelés palynomorphes, peuvent être d'origine continentale, comme les cryptospores, les spores, les grains de pollen, les algues d'eau douce mais aussi d'origine marine comme les acritarches, les chitinozoaires, les dinoflagellés, les scolécodontes, etc.

## Méthodes d'analyse

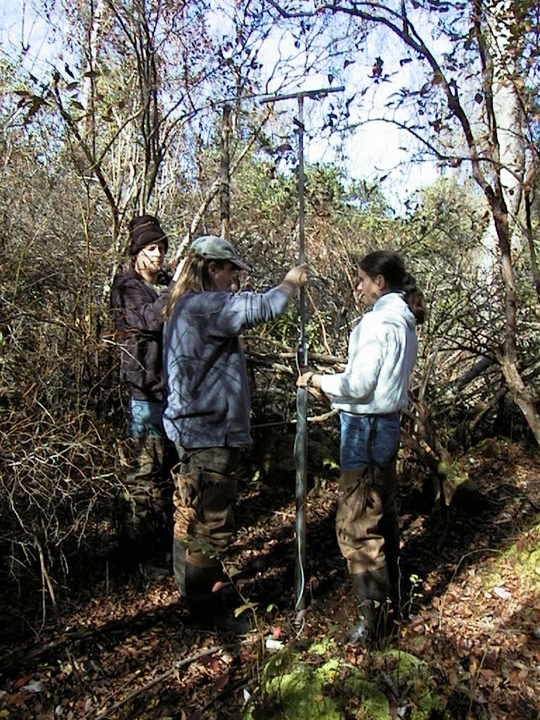
Echantillonnage par carottage (Fort Bragg, Caroline du Nord)

L’analyse pollinique se déroule en plusieurs étapes :
- Échantillonnage :  prélèvement sur le terrain, en collaboration avec des archéologues ou des géologues, de sédiments qui contiennent des palynomorphes. Il se fait par carottage ou sur coupe rafraîchie si on peut accéder directement aux formations (sédiments fluviatiles, de lacs, d'anciennes zones humides, tourbière en particulier, couche rocheuse d'origine sédimentaire...) ou aux couches archéologiques à analyser. On relève également la stratigraphie et la description de la végétation actuelle, ou ancienne ;
- Préparation en laboratoire (extraction des grains de pollen et des spores et autres palynomorphes) ;
- Détermination au microscope (d'après la morphologie pollinique) et énumération du pollen et des spores présents ;
- Élaboration d'un « diagramme pollinique » (les spectres polliniques[10] sont alignés selon la stratigraphie du prélèvement) grâce à un logiciel spécialisé ;
- Interprétation des données.

La taille et la forme du grain de pollen ou de la spore, le nombre et la forme des apertures, l'ornementation de la surface de l'exine, la structure de la paroi, varient largement selon les groupes systématiques de plantes et leur observation permet l'identification du pollen ou des spores au niveau de la famille, du genre et, souvent, de l'espèce végétale.

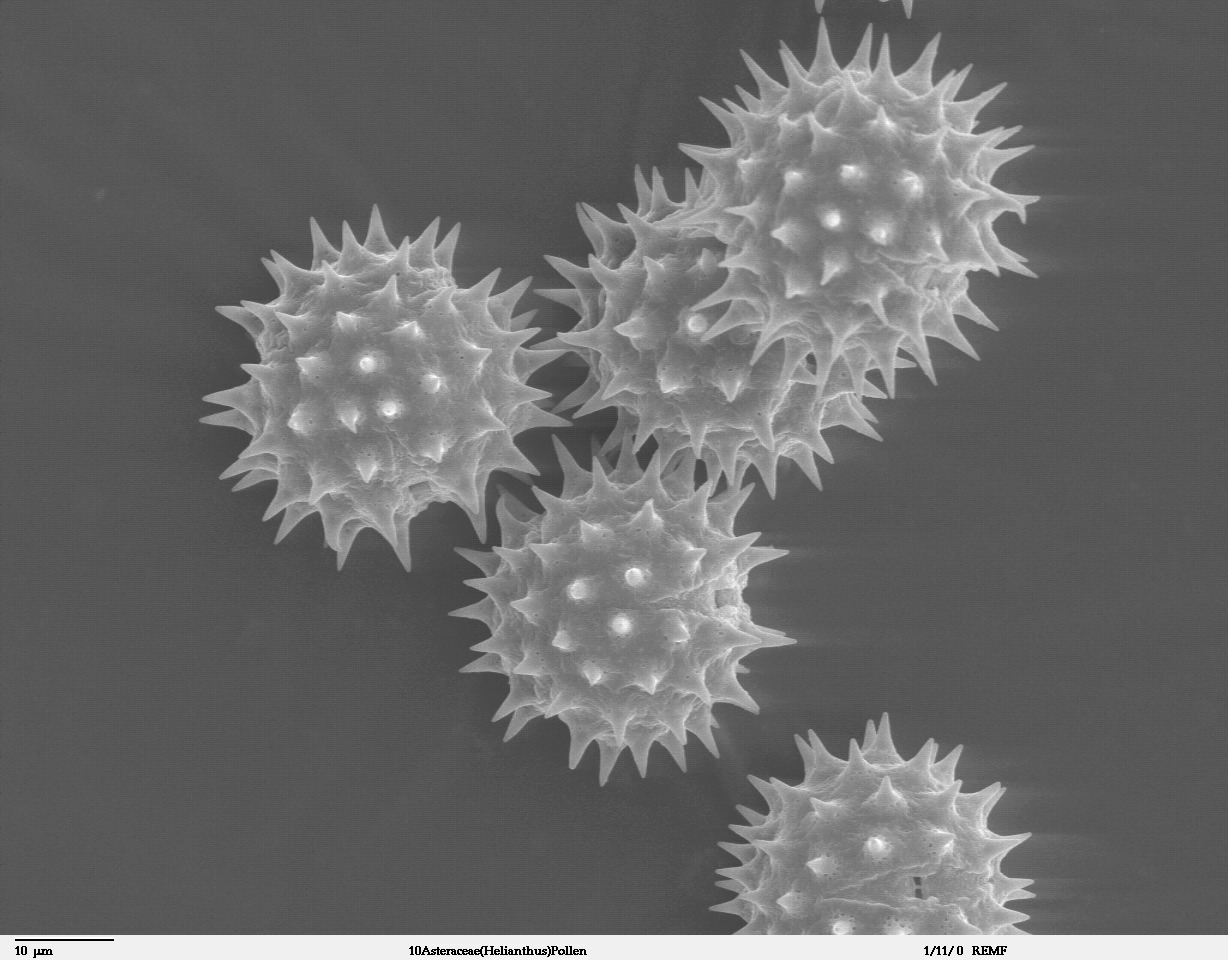
Grains de pollen échinulés d'Helianthus annuus (microscopie électronique)
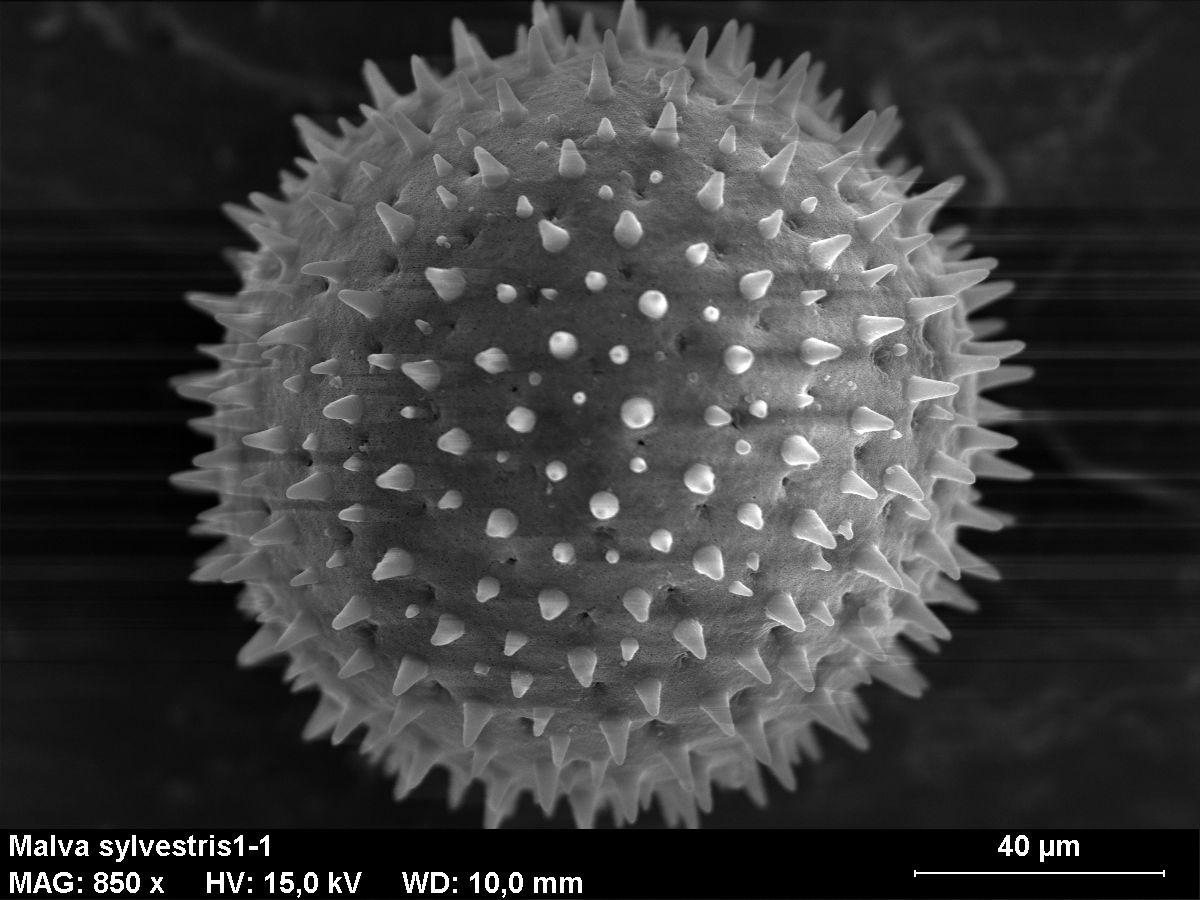
Malva sylvestris, le grain de pollen de la mauve est échinulé
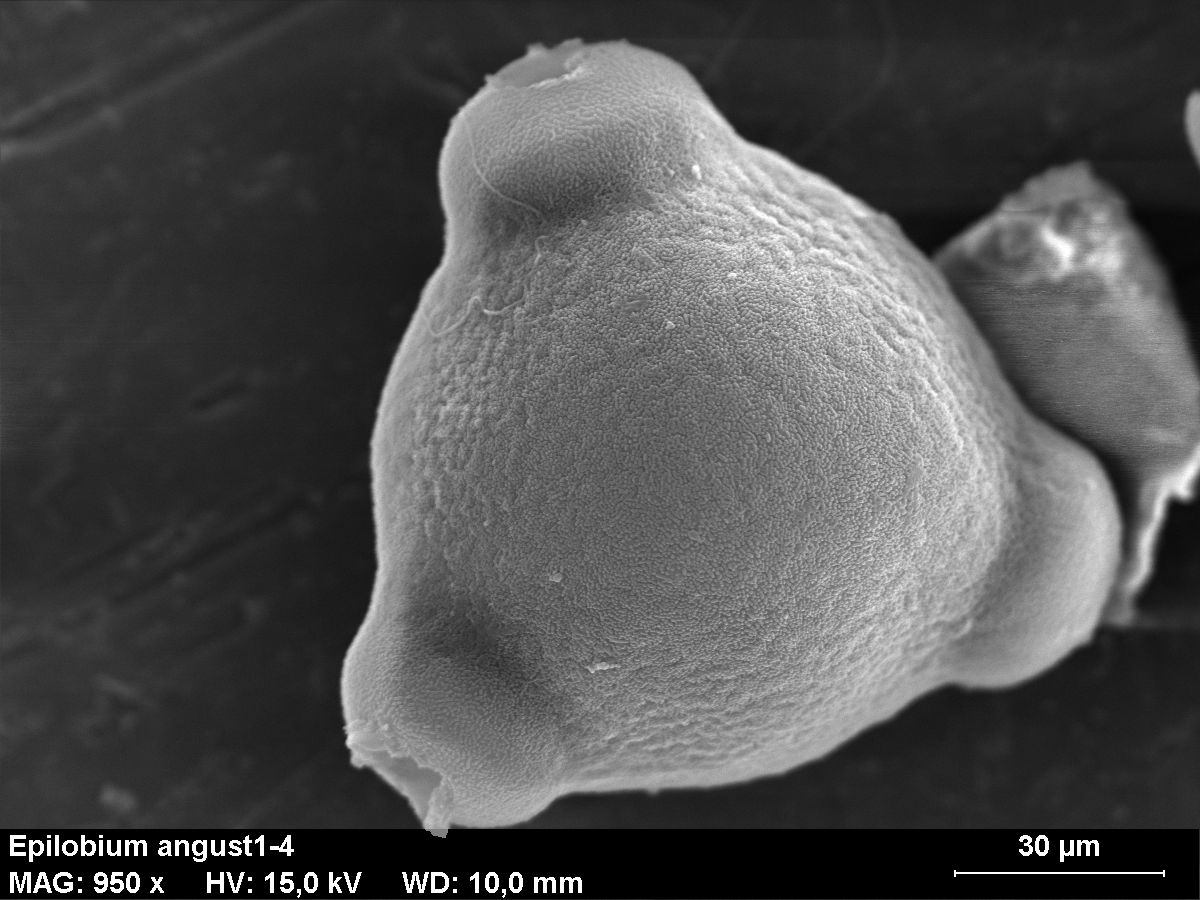
Epilobium angustifolium, le grain de pollen de l'épilobe présente trois pores (pollen triporé ou triaperturé)
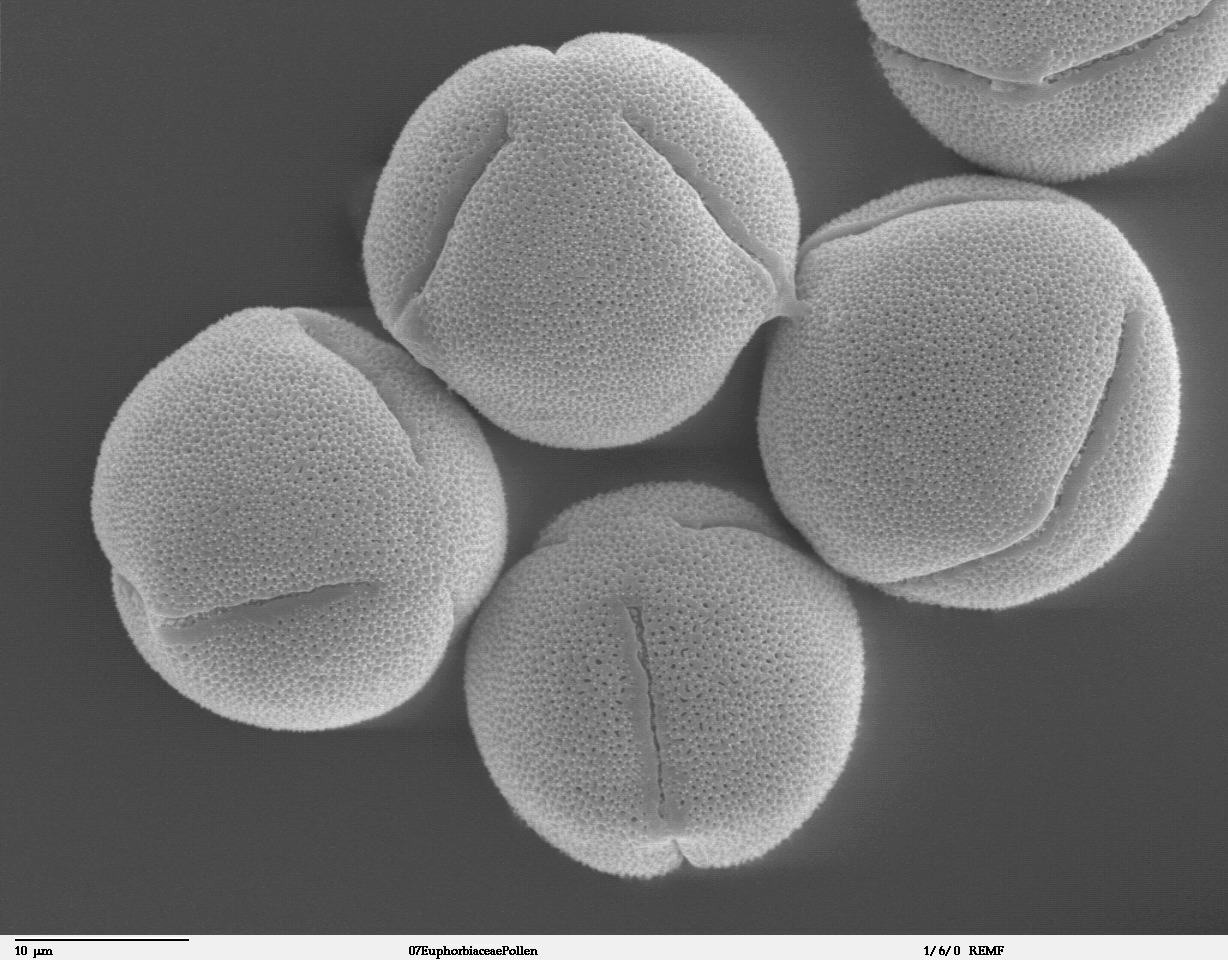
Ricinus communis, grains tricolpés (morphologie présentant trois sillons - colpi - qui participent à la reconnaissance du type pollinique)
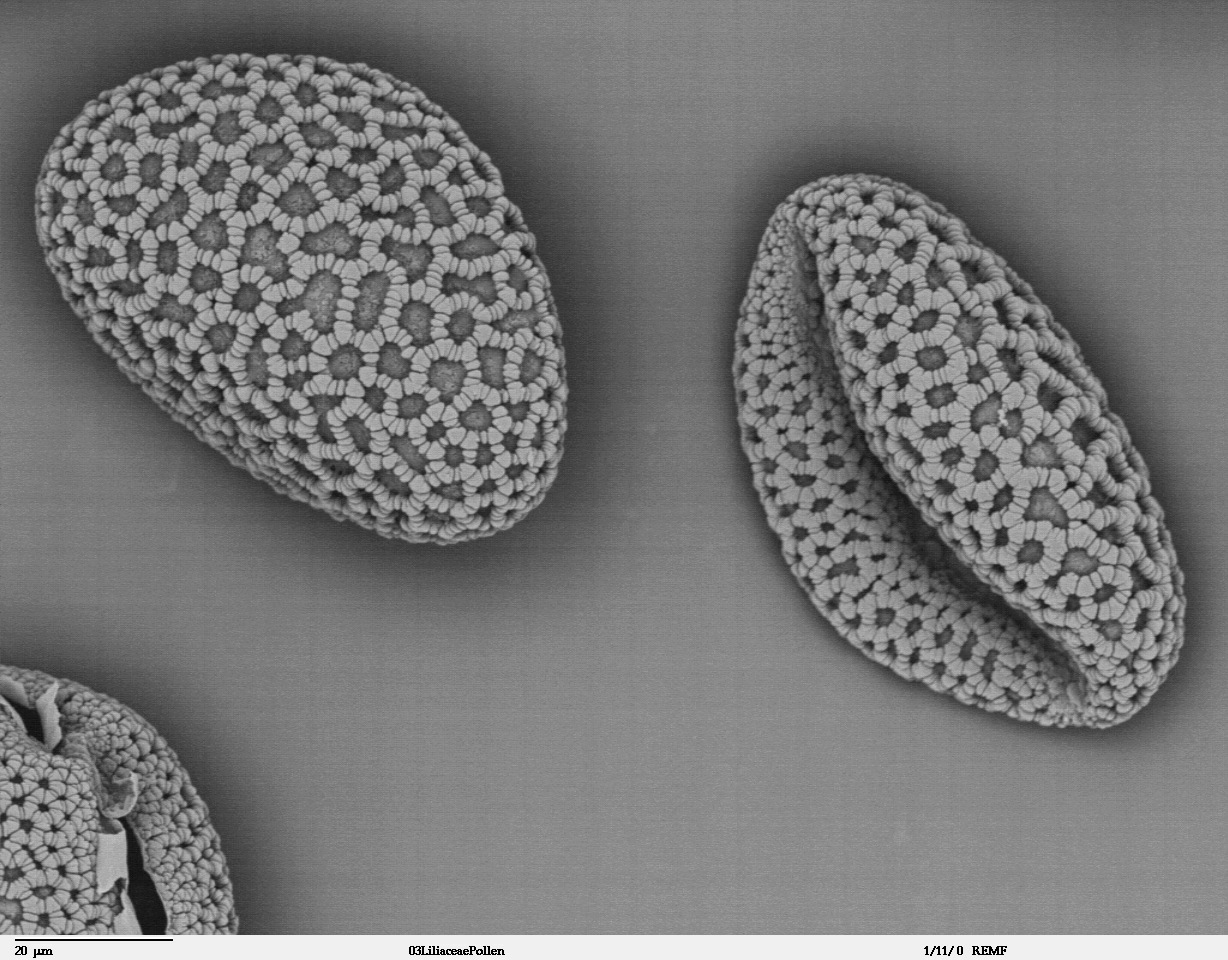
Lilium auratum (pollen monoaperturé)
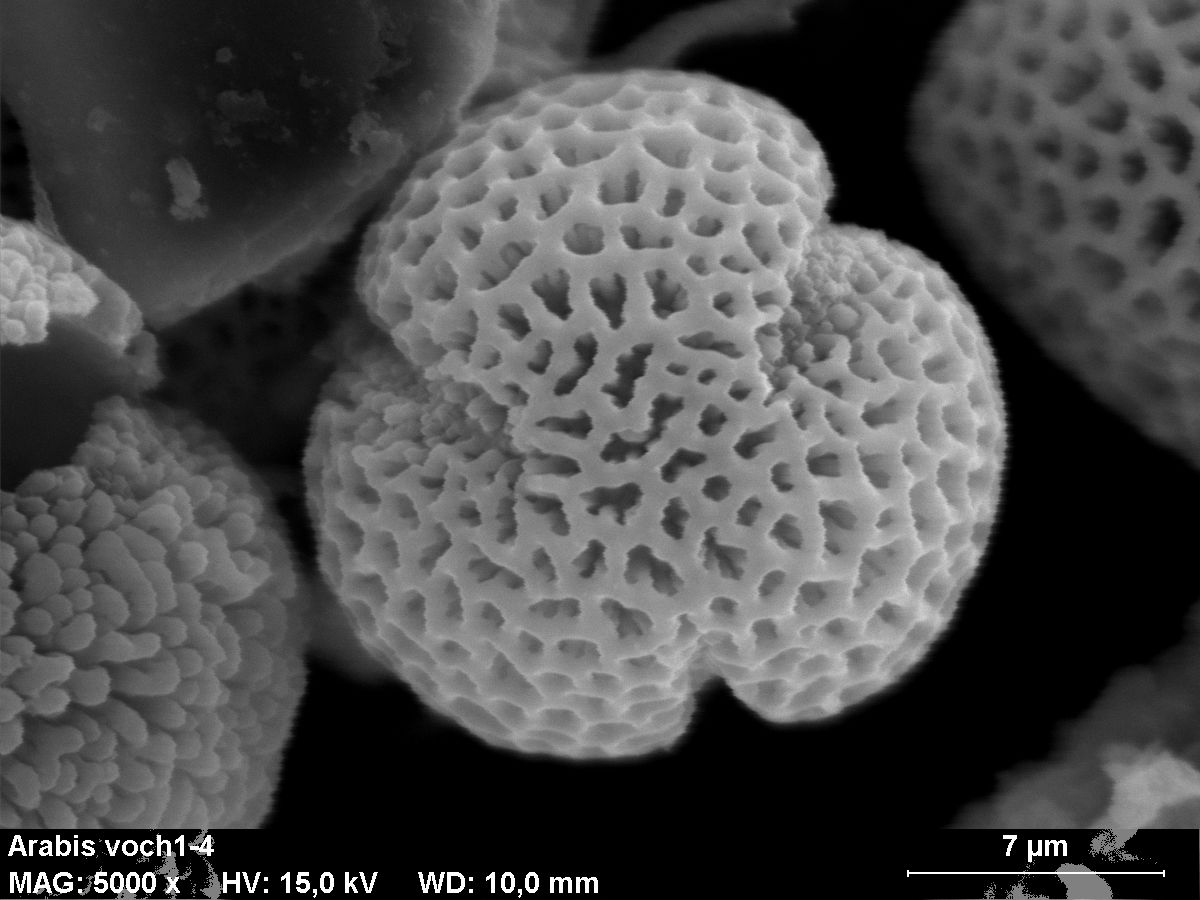
Arabis

## Applications
La paléopalynologie (analyse palynologique), ou étude des grains de pollen et des palynomorphes fossiles, est l'application la plus largement développée. Elle est extrêmement importante en recherche pétrolière et pour l'évaluation rétrospective de la réponse des écosystèmes à des changements climatiques. 

Elle apporte des informations sur la stratigraphie, les sédiments, la paléoécologie, la paléogéographie, les paléoclimats, etc. L'histoire et l'archéologie peuvent utiliser le pollen pour tracer ou pour évaluer le contexte associé à un objet ou une époque : la palynologie a été mise à contribution, par exemple, pour éclairer l'origine du Linceul de Turin.
La palynologie n'est pas un moyen de datation absolue mais elle permet de repérer une séquence paléoécologique particulière et de là envisager une position stratigraphique (voir biozone), datation relative. 

Georges Dubois (1890-1953) créa à Strasbourg le laboratoire de palynologie et rédigea un ouvrage sur la géologie de l'Alsace. La pionnière de la palynologie moderne est la Française Arlette Leroi-Gourhan (1913-2005) (épouse de l'ethnologue-archéologue André Leroi-Gourhan). Elle est à l'origine du célèbre surnom de « tombe aux fleurs » donné à la sépulture du Néandertal IV de Shanidar (Kurdistan irakien) ; elle a aussi analysé la momie de Ramsès II.
La palynologie a de nombreuses autres applications : 
- elle apporte des éléments utiles dans les études de systématique des palynomorphes ;
- elle est abondamment utilisée pour réaliser des biozones qui permettront de corréler des terrains parfois distants de plusieurs milliers de kilomètres.
- l'aéropalynologie consiste à analyser la présence dans l'air de différents types de grains de pollen. Elle a des applications en médecine (pathologies allergiques) et en agronomie (pollinisation) ;
- la mélissopalynologie est l'étude des grains de pollen présents dans le miel. Elle permet de détecter les mélanges et les fraudes mais aussi de labelliser des miels certifiés en ce qui concerne leur composition ;
- la police scientifique peut utiliser des données polliniques : en médecine légale, la palynologie peut apporter des indices complémentaires sur les milieux visités par une victime ou un suspect. Patricia Wiltshire est la première scientifique britannique à utiliser dans les années 1990 la palynologie afin d'élucider des crimes[12].

### Botanique
Il existe de nombreux genres classés comme Sporae dispersae, c'est-à-dire des grains de pollen ou des spores retrouvées seuls, sans traces de leur plante d'origine.

### Géologie
La paléopalynologie étudie les palynomorphes fossiles. Ceux-ci sont très utiles pour réaliser des datations relatives des couches sédimentaires de tout âge géologique. Ils sont connus depuis le Précambrien jusqu'à l'époque actuelle. Les géologues les utilisent notamment en créant des biozones qui leur permettent de corréler des couches à longues ou courtes distances. La méthode est très utile dans la recherche pétrolière.
En 1962 est introduit le terme de  palynofacies  pour décrire le contenu total en matière organique dans un assemblage palynologique (trachéides, tissus de bois, microplancton, pollen, spores, ...). La relation entre ces types de matière organique et la production d'hydrocarbure est abordée ultérieurement ,, et utilisé par les compagnies pétrolières. La matière organique amorphe et les fragments dérivés d'algue sont considérés comme producteur d'huile, alors que les sources de matière organique structurée d'origine terrestre sont associées à la formation de gaz.

### Paléoécologie
L'étude des spores et pollens apporte de nombreux indices sur le paléoenvironnement et ses variations dans le temps. Ces données sont croisées avec celles d'autres disciplines d'étude du passé de manière à mieux comprendre le fonctionnement écopaysager en place à différentes époques. À titre d'exemple, on a montré qu'une espèce-ingénieur comme le Castor fiber en Eurasie et le Castor canadensis ont depuis des millions d'années eu une grande importance pour les processus d'apparition de zones humides et de turbification (phénomène de production de tourbe dans les tourbières)

### Paléoclimatologie
En paléoclimatologie (étude des climats anciens), la palynologie appliquée à des échantillons(issus de carottages par exemple) permet de connaître les végétaux présents à des périodes données, permettant ainsi de déduire les climats correspondants (par exemple la présence unique de Chénopodiacées correspond à un climat aride, la cohabitation de Chénopodiacées et d'Armoises indique plutôt un semi-désert).

### Archéologie
La paléopalynologie est désormais une science paléoenvironnementale (paléoécologie) qui a pris une place grandissante dans la recherche archéologique moderne. En effet, elle permet d'obtenir un grand nombre d'informations liées au milieu dans lequel évoluaient les groupes humains du passé. Quand des pollens ont été piégés et conservés dans une structure archéologique, leur analyse et leur comptage apporte des informations sur l'environnement végétal général, sur les pratiques anthropiques et sur l'âge de la structure archéologique en question. Plusieurs types de pratiques peuvent être approchées grâce aux pollens : 
- les pratiques agricoles et alimentaires (par exemple les types de céréales cultivées, le temps de mise en culture des parcelles, le potentiel d'utilisation agricole de certains territoires[19] , etc.) ;
- les pratiques funéraires (par exemple le type de dépôt) ;
- les niveaux d'occupation et d'abandon d'un site.

On peut obtenir des datations relatives par comparaison de diagrammes polliniques.

### Aéropalynologie
Certaines espèces de grains de pollen et de spores sont allergisants (cf. rhume des foins, coryza, asthme ou pollinose). Les principaux grains allergènes sont les graminées, les armoises de l'ambroisie, le platane, etc.
Un réseau d'alerte définit un calendrier pollinique et permet de connaître par jour et par région les risques d'allergie au pollen présent dans l'atmosphère.
L'analyse du pollen contenu dans l'atmosphère est utilisé également en agronomie pour suivre la pollinisation des espèces cultivées, notamment des vergers, prévenir certaines maladies cryptogamiques et éventuellement faire des prévisions de récoltes.

### Mélissopalynologie
La mélissopalynologie étudie le miel et son contenu pollinique. En analysant le pollen d'un échantillon de miel, il est possible de déterminer son origine géographique et de savoir quelles plantes ont été visitées par les abeilles. Le miel d'une seule espèce végétale est souvent plus précieux que le miel provenant de multiples espèces (voir la réglementation sur les miels). 

L'analyse du pollen est effectuée au microscope après centrifugation d'une solution aqueuse de miel. Le grossissement microscopique dépend de la qualité de l'échantillon et de la précision que l'on souhaite obtenir. Un atlas et des lames de référence sont nécessaires aux déterminations.